# 尖叶硬叶藓
尖叶硬叶藓（学名：Entodontopsis anceps），又名拟绢藓，为棉藓科拟绢藓属下的一个种。